# Крейсери проєкту 1164
Ракетні крейсери проєкту 1164 (шифр «Атлант», англ. Slava class за класифікацією НАТО) — серія радянських ракетних крейсерів. У 1970-1980-х роках на миколаївському Суднобудівному заводі імені 61-го Комунара були побудовані чотири кораблі цього проєкту. Інколи називаються «вбивцями авіаносців».

## Бойове призначення
Ракетні крейсери проєкту 1164 призначені для надання бойової стійкості оперативним з'єднанням військово-морського флоту у віддалених районах Світового океану. Їхніми завданнями є:
- завдання ударів по корабельних ударних угрупованнях противника, знищення великих надводних кораблів, у тому числі авіаносців;
- забезпечення зональної і колективної протиповітряної оборони корабельних з'єднань;
- вогнева підтримка висадки морських десантів;
- завдання ударів по важливих наземних об'єктах противника.

Не дивлячись на те, що крейсери мали саме ударну спеціалізацію, вони мали й надпотужне протичовнове озброєння. Це гідроакустичний комплекс “Платина” з підкильною і буксованою антенами та два п’ятитрубні 533-мм торпедні апарати.

## Історія проєктування
Комісія при Раді Міністрів СРСР з військово-промислових питань 20 квітня 1972 року ухвалила рішення про початок розробки тактико-технічного завдання на ракетний крейсер нового покоління. Це було обумовлене тим, що динаміка перегонів озброєнь епохи холодної війни свідчила про серйозне відставання ВМФ СРСР від ВМС США і НАТО в розвитку корабельної авіації і авіаносних кораблів — потрібен був корабель, який міг би стати основою різнорідної корабельної групи, здатної знищити авіаносне з'єднання, «вбивця авіаносців». Проєктування ракетного крейсера проєкту 1164 під шифром «Атлант» здійснювалося Північним проєктно-конструкторським бюро в Ленінграді. Головними конструкторами корабля були спочатку Олександр Кузьмич Перьков, а потім — Валентин Іванович Мутіхін. Головним спостерігчем від ВМФ — капітан 2 рангу Блінов. Ескізний проєкт корабля був затверджений 13 квітня 1973 року, технічний проєкт закінчений 21 серпня 1974-го.
Головний комплекс озброєння крейсера включав ударний (протикорабельний) ракетний комплекс П-500 «Базальт» з системою управління «Аргон-1164». Шістнадцять протикорабельних крилатих ракет комплексу розміщувалися у восьми спарених неповоротних пускових установках на верхній палубі праворуч і ліворуч від головної надбудови. Озброєння протикорабельними ракетами і системою управління «Аргон» дозволяло вести залпову стрільбу усіма ракетами. Крім того на корабель покладалося завдання забезпечення колективної протиповітряної оборони оперативного з'єднання кораблів. Для його реалізації на кораблі встановлювався ЗРК колективної (зональної) оборони — багатоканальний комплекс С-300Ф «Форт» в конфігурації 8×8 ВПУ. Установки вертикального пуску зенітних ракет комплексу «Форт» представляли собою вертикальні барабани обертового «револьверного» виконання, розміщені під верхньою палубою в кормовій частині корабля. Незважаючи на ударну «спеціалізацію» крейсер мав і потужне протичовнове озброєння, потреба в якому досить спірна: два п'ятитрубні 533-мм торпедні апарати і гідроакустичні комплекс «Платина» з підкильною і буксованою антенами.
Проведені у 1982 році випробування головного корабля проєкту, який отримав назву «Слава», підтвердили закладені в ньому потенційні можливості, в тому числі, відмінні ударні властивості, ходові і морехідні якості.

## Програма будівництва
Крейсери проєкту 1164 будували на Суднобудівному заводі імені 61-го Комунара (СБЗ № 445) у Миколаєві. Усього передбачалося побудувати десять крейсерів проєкту, потім програму скоротили до шести одиниць.
Головний корабель, що отримав назву «Слава», був закладений 5 листопада 1976 року, спущений на воду 27 липня 1979 року і увійшов до складу ВМФ СРСР 13 грудня 1982 року. Другий корпус, «Маршал Устинов» увійшов до складу флоту 15 вересня 1986 року.
Починаючи з третього корпусу, «Червоної України», будівництво якої розпочалось 31 липня 1979 року, проєкт був дещо модернізований: замість РЛС «Фрегат-М» була встановлена нова станція МР-750 «Фрегат-МА» з фазованою антеною решіткою, а також більш сучасні засоби РЕБ. «Червона Україна» була спущена на воду 28 серпня 1983 року і включена у склад флоту 25 грудня 1989-го.
Останній корабель серії, що при закладці отримав назву «Комсомолець», а 23 березня 1985 перейменований на «Адмірал флоту Лобов», заклали 29 серпня 1984 року, спустили на воду 11 серпня 1990 року. Через розпад Радянського Союзу крейсер, відомий під останньою назвою «Україна», досі остаточно не добудований. Ступінь готовності корабля станом на початок 2011 року становив 95 %.
Ще два кораблі, «Жовтнева Революція» і «Адмірал флоту Радянського Союзу Горшков», планувалось будувати за модернізованим проєктом 1164.1, який передбачав встановлення замість ПКРК «Базальт» більш потужного П-1000 «Вулкан», але вони так і не були закладені, хоча для них були виготовлені перші секції корпусів.

## Представники проєкту
Кольори таблиці:
- — недобудований або утилізований не спущеним на воду
- — діє у складі ВМФ РФ
- — діючий у складі не російських ВМС або як цивільне судно
- — списаний, утилізований чи втрачений
- — знаходиться на зберіганні

| Назва            | б/н  | Закладений | Спущений  | У строю    | Флот | Стан                   | Примітки                                                                                  |
| ---------------- | ---- | ---------- | --------- | ---------- | ---- | ---------------------- | ----------------------------------------------------------------------------------------- |
| «Москва»         | 2008 | 5.11.1976  | 27.7.1979 | 13.12.1982 | ЧФ   | Потоплений та знищений | 13 квітня 2022 року був уражений двома українськими ракетами «Нептун».                    |
| «Маршал Устинов» | 2009 | 5.10.1978  | 25.2.1982 | 15.9.1986  | ПФ   | У строю                |                                                                                           |
| «Варяг»          | 2010 | 31.7.1979  | 28.8.1983 | 25.12.1989 | ТОФ  | У строю                |                                                                                           |
| «Україна»        | 2011 | 29.8.1984  | 11.8.1990 | 1.10.1993  | ВМСУ | На консервації         | Корабель був включений до складу резерву ВМС України. В бойовий склад флоту не включався. |

## Особливості конструкції і озброєння
За конструкцією корпусу кораблі проєкту 1164 — довгополубачні, з розвиненою трьохострівною надбудовою, баштоподібними пірамідальними фок- і грот-щоглами. Для кращої морехідності і остійності, шпангоути набору мають значний розвал, а форштевень сильно нахилений. У першому відсіку, аж до носової таранної перебірки, розташовуються допоміжні приміщення та комори. У другому відсіку нижче ватерлінії знаходиться вигородка ГАС «Платина», вище неї — ланцюговий ящик, комори і шпильове відділення. Третій відсік займає підбаштове відділення і погреби артустановки АК-130, вентиляторні приміщення і бойові пости корабля. Четвертий відсік відведений під кубрики і каюти особового складу, в трюмі — агрегатні приміщення. У п'ятому відсіку, крім житлових приміщень, розташований погріб боєзапасу для РБУ-6000. У шостому відсіку розміщені бойовий інформаційний центр з'єднаний з бойовою рубкою командирським ліфтом. У сьомому — розташовані допоміжні механізми а також приводи носової пари заспокоювачів хитавиці. У восьмому відсіку розташовується носове машинне відділення з маршовими турбінами, редукторами, теплоутилізаційним контуром і допоміжними паровими турбінами. У дев'ятому — допоміжні механізми і друга пара заспокоювачів хитавиці. Далі — кормове машинне відділення з форсажними турбінами. Одинадцятий відсік — допоміжні механізми, в дванадцятому — підпалубні льохи ЗРК «Форт» з пусковими установками вертикального пуску револьверного типу, а також льохи і приводи системи постановки перешкод ПК-2, вантажний ліфт. У тринадцятому і чотирнадцятому відсіках — кубрики екіпажу, допоміжні і службові приміщення, торпедні апарати, погреби і пускові установки зенітних ракет ЗРК «Оса». Кормовий відсік, головним чином, слугує для розміщення буксированої антени ГАС і систем для її опускання і підйому. На всьому протязі корабля під паливними цистернами є подвійне дно, щоб уникнути розливу ПММ в аварійних ситуаціях. Основні погреби боєзапасу рознесені по кораблю, розділені непроникними перебірками і забезпечені системами зрошення та пожежогасіння. Всі ці заходи конструктивно забезпечують живучість і непотоплюваність крейсера при затопленні будь-яких трьох суміжних відсіків, крім машинних відділень.
У конструкції легких вигородок всередині корпусу разом зі сталлю використовуються алюмінієві сплави. Надпалубні надбудови в районах впливу полум'я від пуску ракет — сталеві, верхні конструкції виготовлені з алюмінієвих сплавів. На нижніх ярусах знаходиться флагманський командний пункт, каюти старших офіцерів, кают-компанія. Димарі з системами повітрозабору розміщені поперек корабля. За димовими трубами встановлений кран вантажопідйомністю 8,5 тонн, який в похідному положенні опускається між димоходами і закріплюється.
У кормовій частині головної палуби у вигляді окремого острова розміщений вертолітний ангар, далі в кормі вертолітний майданчик з системами забезпечення зльоту та посадки. Крім набору рятувальних засобів, на кораблі є роз'їзний командирський катер проєкту 1404 та робочий рейдовий катер проєкту 1402.

## Порівняльна оцінка проєкту
За бойовими можливостями, ракетні крейсери проєкту 1164 стали кроком вперед в порівнянні з першими радянськими ракетними крейсерами проєкту 58 і великими протичовновими кораблями проєкту 1134, в той же час вони були економічною альтернативою надмірно дорогим атомним крейсерам проєкту 1144. Маючи меншу водотоннажність, крейсери проєкту 1164 мали практично еквівалентне з ними наступальне озброєння і зіставне оборонне.
| Клас, тип, роки експлуатації                                                  | Тоннаж (т), основні розміри (д×ш×о, м) | Ударне і артилерійське озброєння                   | Зенітне ракетно-артилерійське озброєння                                  | Протичовнове і торпедне озброєння                    |
| ----------------------------------------------------------------------------- | -------------------------------------- | -------------------------------------------------- | ------------------------------------------------------------------------ | ---------------------------------------------------- |
| важкий атомний ракетний крейсер «Петро Великий» (пр. 1144) СРСР→РФ, 1989-досі | 25 860 250,1×28,5×10,3                 | 20 ПУ ПКРК П-700 «Граніт», 1×2 130-мм АУ АК-130    | 13×8 ПУ ЗРК С-300Ф «Форт», 16×8 ПУ ЗРК «Кінжал», 6 ЗРАК «Кортік»         | 2×5 533-мм ТА, 1×10 РБУ-12000, 2×6 РБУ-1000          |
| ракетний крейсер «Москва» (пр. 1164) СРСР→РФ, 1982—2022                       | 11 490 186,4×20,8×8,4                  | 8×2 ПУ ПКРК П-500 «Базальт», 1×2 130-мм АУ АК-130  | 8×8 ПУ ЗРК С-300Ф «Форт», 2×2 ПУ ЗРК 4К33 «Оса-МА», 6×6 30-мм ЗАК АК-630 | 2×5 533-мм ТА, 2×12 РБУ-6000                         |
| ракетний крейсер «Адмірал Головко» (пр. 58) СРСР→РФ, 1962—2002                | 5 570 142×16×5,1                       | 2×2 ПУ ПКРК СМ-70 ПКРК П-35, 2×2 76,2-мм АУ АК-726 | 4×6 30-мм ЗАК АК-630                                                     | 1×2 ПУ ЗРК М-1 «Волна», 2×3 533-мм ТА, 2×12 РБУ-6000 |

За сучасними класифікаціями, ці ракетні крейсери належать до класу «крейсери/великі есмінці» тоннажем до 10 000 тонн, як-то американські крейсери КРЗ типу «Тікондерога» і есмінці КРЗ типу «Арлі Берк», британські есмінці типу «Шеффілд».
| Клас, тип, роки експлуатації                        | Тоннаж (т), основні розміри (д×ш×о, м) | Артилерійське озброєння                       | Ракетне озброєння                                                              | Мінно-торпедне озброєння     |
| --------------------------------------------------- | -------------------------------------- | --------------------------------------------- | ------------------------------------------------------------------------------ | ---------------------------- |
| атомний ракетний крейсер «Вірджинія» США, 1974—1994 | 11 000 178,3×19,2×6,4                  | 2×1 127-мм АУ Mk.45, 2×6 ЗАК «Вулкан-Фаланкс» | 2×4 ПУ ПКРК «Гарпун», 2×4 ПУ ПКРК «Томагавк», 2×2 ПУ ЗРК «Стандарт»/ПЧРК ASROC | 4×1 324-мм ТА                |
| ракетний крейсер «Москва» СРСР→РФ, 1982—2022        | 11 490 186,4×20,8×8,4                  | 1×2 130-мм АУ АК-130, 6×6 30-мм ЗАК АК-630    | 8×2 ПУ ПКРК П-500 «Базальт», 8×8 ПУ ЗРК С-300Ф «Форт», 2×2 ПУ ЗРК «Оса-МА»     | 2×5 533-мм ТА, 2×12 РБУ-6000 |
| ракетний крейсер «Тікондерога» США, 1981—2004       | 9 800 172,8×16,7×9,7                   | 2×1 127-мм АУ Mk.45, 2×6 ЗАК «Вулкан-Фаланкс» | 2×4 ПУ ПКРК «Гарпун», 2×2 ПУ ЗРК «Стандарт»/ПЧРК ASROC                         | 2×3 324-мм ТА                |

## Експлуатація
Після введення в склад ВМФ СРСР крейсери проєкту 1164 були розподілені по одному кораблю на кожен флот: «Слава» (нині «Москва») — на Чорноморський, «Червона Україна» (згодом «Варяг») — на Тихоокеанський і «Маршал Устинов» — на Північний. В цілому кораблі досить активно використовувалися: брали участь у навчаннях, несли бойову службу і робили візити в іноземні порти.
Крейсер «Слава» у 1991 році був поставлений в ремонт на СРЗ імені 61-го комунара, але через брак коштів а також через невизначеність з поділом Чорноморського флоту корабель мало не був списаний. Проте після семи років таки були знайдені кошти на ремонт і крейсер увійшов до складу Чорноморського флоту РФ під ім'ям «Москва», де став флагманським кораблем. Був потоплений 14 квітня 2022 року.
Ракетний крейсер «Адмірал флоту Лобов», який після розпаду СРСР залишився на добудові в Миколаєві в ступіні готовності 75 %, у 1993 році був включений до резерву ВМС України. 1994 року був сформований екіпаж корабля, але через брак коштів його було розпущено, а добудову припинено. 17 лютого 1998 року Президент України дав розпорядження про добудову крейсера, який на той час отримав назву «Україна». Вдруге була сформована команда, яку згодом також розпустили. Цього разу крейсер було добудовано на 95 %. 17 травня 2010 року президенти України й Російської Федерації Віктор Янукович і Дмитро Медведєв начебто домовилися про добудову ракетного крейсера «Україна» для ВМФ РФ. Але пізніше представники Міністерства оборони Російської Федерації заявили, що Росія не купуватиме крейсер, проте готова забрати корабель, якщо Україна віддасть його безкоштовно. Станом на 2013 рік доля корабля не визначена.